# Duma i uprzedzenie (film 1940)
Duma i uprzedzenie (ang. Pride and Prejudice) – amerykański film z 1940 w reżyserii Roberta Z. Leonarda. Pierwotnie obraz wszedł na polskie ekrany pt. W pogoni za mężem.

## Obsada
- Greer Garson - Elizabeth Bennet
- Laurence Olivier - Fitzwilliam Darcy
- Mary Boland - pani Bennet
- Edna May Oliver - Lady Catherine de Bourgh
- Maureen O'Sullivan - Jane Bennet
- Ann Rutherford - Lydia Bennet
- Frieda Inescort - Caroline Bingley
- Edmund Gwenn - pan Bennet
- Karen Morley - Charlotte Lucas Collins
- Heather Angel - Kitty Bennet
- Marsha Hunt - Mary Bennet
- Melville Cooper - pan Collins
- Edward Ashley-Cooper - George Wickham
- Bruce Lester - pan Bingley
- E. E. Clive - Sir Willam Lucas
- Marjorie Wood - Lady Lucas
- Vernon Downing - kapitan Carter

## Nagrody i nominacje
| Nazwa nagrody | Wygrane                                                                          | Nominacje    |
| ------------- | -------------------------------------------------------------------------------- | ------------ |
| Oscar         | 1941 Najlepsza scenografia – filmy czarno-białe Cedric Gibbons oraz Paul Groesse | 1941 wygrana |